# توماس موريس (عازف جاز)
توماس موريس (بالإنجليزية: Thomas Morris)‏ هو عازف جاز أمريكي، ولد في 30 أغسطس 1897، وتوفي في 1945 في كاليفورنيا في الولايات المتحدة.

## وصلات خارجية
- توماس موريس على موقع ميوزك برينز (الإنجليزية)
- توماس موريس على موقع أول ميوزيك (الإنجليزية)
- توماس موريس على موقع ديسكوغز (الإنجليزية)